# Karl Mai
Karl Mai (Fürth, República de Weimar, 27 de julio de 1928-Fürth, Alemania, 15 de marzo de 1993) fue un jugador y entrenador de fútbol alemán. En su etapa como jugador profesional se desempeñaba como centrocampista. Como jugador, se convirtió en campeón del mundo con la selección alemana en 1954. Fue prisionero de guerra entre 1944 y 1946.

## Fallecimiento
A principios de la década de 1990, se le extirpó el pulmón derecho por las consecuencias de ser fumador. Finalmente, murió de leucemia el 15 de marzo de 1993, a la edad de 64 años. En octubre de 2004, su ciudad natal lo honró al renombrar la instalación deportiva del distrito como Charly-Mai-Sportanlage.

## Selección nacional
Fue internacional con la selección de Alemania Federal en 21 ocasiones y convirtió un gol. Fue campeón del mundo en 1954, donde jugó la famosa final contra Hungría conocida como el Milagro de Berna.

### Participaciones en Copas del Mundo
| Mundial                        | Sede  | Resultado | Partidos | Goles |
| ------------------------------ | ----- | --------- | -------- | ----- |
| Copa Mundial de Fútbol de 1954 | Suiza | Campeón   | 5        | 0     |

## Clubes

### Como jugador
| Club                | País             | Año       |
| ------------------- | ---------------- | --------- |
| SpVgg Fürth         | Alemania Federal | 1948-1958 |
| FC Bayern de Múnich | Alemania Federal | 1958-1961 |
| Young Fellows       | Suiza            | 1961      |
| FC Dornbirn         | Austria          | 1962-1963 |

### Como entrenador
| Club             | País             | Año       |
| ---------------- | ---------------- | --------- |
| ESV Ingolstadt   | Alemania Federal | 1963-1964 |
| MTV Ingolstadt   | Alemania Federal | 1964-1966 |
| FC Wacker Múnich | Alemania Federal | 1966-1968 |

## Palmarés

### Campeonatos regionales
| Título       | Club        | País             | Año  |
| ------------ | ----------- | ---------------- | ---- |
| Oberliga Süd | SpVgg Fürth | Alemania Federal | 1950 |

### Copas internacionales
| Título                 | Selección        | Sede  | Año  |
| ---------------------- | ---------------- | ----- | ---- |
| Copa Mundial de Fútbol | Alemania Federal | Suiza | 1954 |

## Condecoraciones
| Distinción      | Año  |
| --------------- | ---- |
| Laurel de Plata | 1954 |